# Catopyrops
Catopyrops là một chi bướm ngày thuộc họ Lycaenidae.